# William Gibson
William Ford Gibson (Conway, 1948. március 17. –) amerikai–kanadai író.
Jelenleg Kanadában, Vancouverben él. Írói hírnevét az 1980-as évek közepén tudományos-fantasztikus irodalomban szerezte meg mára már kultikusnak számító regényével, a Neurománccal. Az ezredforduló utáni műveiben a tudományos-fantasztikus eszközök helyett inkább kortárs megoldásokat alkalmaz. Munkásságát egyedien részletdús, kifinomult ábrázolások, erőteljes víziók, szerteágazó és egymásba fonódó cselekményszálak és a technológiai-társadalmi kölcsönhatások több rétegű elemzése és újrafogalmazása jellemzi.

## Korai évei
William Gibson a dél-karolinai Conwayben, egy folyóparti kisvárosban született, de gyermekkora nagy részét Virginia államban töltötte (Norfolkban, illetve Wytheville-ben). Apja különböző területeken folyó építőipari fejlesztések irányításával foglalkozott, ezért a család igen sűrűn változtatott lakóhelyet. 1954-ben Gibson apja balesetben elhunyt, ezután anyja vele együtt ismét Wytheville-be költözött. Középiskolás tanulmányait Gibson viszont már Tucsonban, egy bentlakásos iskolában folytatta.

## Újrakezdés Kanadában
Gibson 1966-ban, 18 éves korában elveszítette édesanyját is. Ezt követően abbahagyta tanulmányait, és belevetette magát a korszakra jellemző ellenkultúra világába. A vietnámi háború idején, a katonai behívó elől a kanadai Torontóba szökött, ahol az 1960-as évek végéig maradt, és a hippi-szubkultúrák színes mindennapjait élte. Itt ismerkedett meg későbbi feleségével, Deborah Jean Thompsonnal, akivel 1972-ben Vancouverbe költöztek és ott telepedtek le, gyermekeik is itt születtek. Gibson itt folytatta és fejezte be félbeszakadt tanulmányait: 1977-ben a University of British Columbia egyetemen angol irodalomból szerzett BA diplomát.

## Művei
Sprawl-trilógia:
- Neuromancer (1984) / Neurománc (1992, ISBN 963-7632-05-0) (a trilógia I. kötete)
- Count Zero (1986) / Számláló nullára (1993, ISBN 963-7632-51-4) (a trilógia II. kötete)
- Mona Lisa Overdrive (1988) / Mona Lisa Overdrive (1994, ISBN 963-8353-57-0) (a trilógia III. kötete)

Híd-trilógia:
- Virtual Light (1993) / Virtuálfény (1995, ISBN 963-85291-6-4) (a trilógia I. kötete)
- Idoru (1996) / Idoru (1999, ISBN 963-85875-5-5) (a trilógia II. kötete)
- All Tomorrow's Parties (1999) / A holnap tegnapja (2006, ISBN 963-86936-2-2) (a trilógia III. kötete)

"Blue Ant"-trilógia:
- Pattern Recognition (2003) / Trendvadász (2004, ISBN 963-549-129-8) (a trilógia I. kötete)
- Spook Country (2007) / Árnyvilág (2009, ISBN 978-963-9828-19-3) (a trilógia II. kötete)
- Zero History (2010) / Nyomtalanul (2010, ISBN 978-963-9828-61-2) (a trilógia III. kötete)

"Főnyeremény"-trilógia:
- The Peripheral (2014) / A Periféria (2014, ISBN 978-615-546-893-3)
- Agency (2020) / Mozgástér (2020, ISBN 978-963-419-810-9)

Egyéb művei:
- Agrippa (a book of the dead) (1982) (önéletrajzi emlékvers)
- Burning Chrome (1986) / Izzó króm (1995, ISBN 963-8353-63-5) (novellák)
- The Difference Engine (1990) / A gépezet (2005, ISBN 963-86936-0-6) (Bruce Sterlinggel)
- Distrust that Particular Flavor (2012) (válogatott esszék és cikkek)

## Magyarul
- A Gernsback-kontinuum; ford. Gáspár András; in: Galaktika 100; Móra, Budapest, 1989
- Neurománc; ford. Ajkay Örkény; Valhalla Páholy, Budapest, 1992
- Neurománc 2. Számláló nullára; ford. Ajkay Örkény; Valhalla Páholy, Budapest, 1993
- Neurománc 3. Mona Lisa overdrive; ford. Kornya Zsolt; Valhalla Páholy, Budapest, 1994
- Johnny Mnemonic; Terry Bisson regénye, William Gibson novellája és filmforgatókönyve alapján, ford. Németh Attila; N&N, Budapest, 1995 (Möbius)
- Virtuálfény; ford. Szántai Zsolt; Neotek, Budapest, 1995
- Izzó króm; ford. Bóday Tamás et al.; Valhalla Páholy, Budapest, 1995
- Neurománc; ford. Ajkay Örkény; 2. jav. kiad.; Valhalla Páholy, Budapest, 1999
- Idoru; ford. Kodaj Dániel; N&N, Budapest, 1999 (Möbius)
- Trendvadász; ford. Gálla Nóra; Magyar Könyvklub, Budapest, 2004
- William Gibson teljes Neurománc univerzuma; ford. és átdolg. Ajkay Örkény, Kornya Zsolt; Szukits, Szeged, 2005  
  - Neurománc
  - Számláló nullára
    - (Count zero címen is)

  - Mona Lisa overdrive
- William Gibson–Bruce Sterling: A gépezet; ford. Juhász Viktor; Nagual Publishing, Budapest, 2005 (Galaktika fantasztikus könyvek)
- A holnap tegnapja; ford. Pék Zoltán; Metropolis Media, Budapest, 2006 (Galaktika fantasztikus könyvek)
- Árnyvilág; ford. Ajkay Örkény; Metropolis Media, Budapest, 2009
- Nyomtalanul; ford. Tamás Dénes; Metropolis Media, Budapest, 2010 (Metropolis könyvek)
- A periféria; ford. Bottka Sándor Mátyás; Agave Könyvek, Budapest, 2014
- Virtuálfény; ford. Pék Zoltán; Agave Könyvek, Budapest, 2015
- Mozgástér; ford. Bosnyák Edit; Agave Könyvek, Budapest, 2020
- Neuromancer; ford. Farkas Veronika; Agave Könyvek, Budapest, 2021
- Count zero; ford. Farkas Veronika; Agave Könyvek, Budapest, 2021
  - (Számláló nullára címen is)
- Mona Lisa overdrive; ford. Farkas Veronika; Agave Könyvek, Budapest, 2021
- Alien 3. Az eredeti és ismeretlen történet; William Gibson nyomán Pat Cadigan, ford. Habony Gábor; Szukits, Szeged, 2021